# Atti osceni

## Definizione di atto osceno
La definizione di atto osceno è contenuta nell'art. 529 del codice penale, secondo il quale: "Agli effetti della legge penale, si considerano osceni gli atti e gli oggetti che, secondo il comune sentimento, offendono il pudore". 
Un aiuto all'interpretazione viene dalla corretta comprensione del termine pudore, che va qualificato più precisamente come pudore sessuale, inteso come il sentimento di verecondia che viene offeso da fatti e manifestazioni contrarie alle regole etico-sociali attinenti alla sfera sessuale. In questo senso il pudore si distingue dalla pubblica decenza, la quale è intesa in senso generico e non fa riferimento alla sfera sessuale. 
Secondo la giurisprudenza è atto osceno qualsiasi manifestazione di concupiscenza, sensualità, inverecondia sessuale, compiuta su altri o su se stesso, che offende così intensamente il sentimento della morale sessuale e il pudore da destare, in chi possa assistervi, disgusto e repulsione. 
Con una norma del genere il legislatore opera, di fatto, un rinvio a norme sociali extragiuridiche (c.d. elementi normativi della fattispecie penale), per loro natura mutevoli da persona a persona e nel tempo; al riguardo, il legislatore precisa che l'offesa al pudore dev'essere avvertita "secondo il comune sentimento", espressione anche questa piuttosto vaga, intesa da dottrina e giurisprudenza nel senso che il parametro per valutare l'oscenità dev'essere ciò che avverte l'uomo medio, non chi è particolarmente pudico né chi è particolarmente impudico.

### Presupposto del luogo pubblico
Affinché sussista l'illecito amministrativo, l'atto, oltre che osceno, deve essere commesso in un luogo pubblico, al quale cioè chiunque può accedere senza limitazioni di sorta (strade, piazze, giardini pubblici, ecc.), in un luogo aperto al pubblico, al quale cioè chiunque può accedere a determinate condizioni, o quantomeno in un luogo esposto al pubblico, che cioè può essere visto da un numero indeterminato di persone sebbene non possano accedervi (si pensi all'abitacolo di un'automobile, visibile dai finestrini, o all'interno di un'abitazione, visibile dalle finestre).
Riguardo alla residua ipotesi di reato prevista dal secondo comma dell'art. 527, la Corte di Cassazione ha precisato che per “luogo abitualmente frequentato da minori” non si intende un sito semplicemente aperto o esposto al pubblico dove si possa trovare un minore, bensì un luogo nel quale, sulla base di una attendibile valutazione statistica, la presenza di più soggetti minori di età ha carattere elettivo e sistematico (Cass. pen. Sez. 3 -, Sentenza n. 26080 del 22/07/2020). Ad esempio, è stato ritenuto che non costituisca reato il masturbarsi davanti a terzi su un vagone ferroviario perché l’interno di un vagone ferroviario in movimento per l’ordinario servizio viaggiatori non può essere ritenuto un luogo abitualmente frequentato da minori (Cass. pen. Sez. 3, Sentenza n. 24108 del 21/7/2016).

## Nel diritto
Nella sua formulazione originaria l'art. 527 del codice penale italiano puniva con la reclusione da tre mesi a tre anni la condotta di chi "in luogo pubblico o aperto o esposto al pubblico, compie atti osceni" (1° comma). La pena era aumentata da un terzo alla metà "se il fatto è commesso all'interno o nelle immediate vicinanze di luoghi abitualmente frequentati da minori e se da ciò deriva il pericolo che essi vi assistano" (2° comma).
Il primo comma dell'articolo è stato depenalizzato dal governo Renzi, che ha emanato il d. lgs. n. 8 del 15/01/2016: pertanto il compiere atti osceni in luogo pubblico non è più una fattispecie penalmente rilevante ma costituisce un semplice illecito amministrativo, punito con una sanzione amministrativa pecuniaria da 5.000 a 30.000 €. 
La depenalizzazione non è stata invece estesa alla fattispecie prevista dal secondo comma dell'art. 527, alla quale si applica ora la pena della reclusione da quattro mesi a quattro anni e mezzo. Inoltre, ai sensi dell'art. 36, comma 1, della legge 104/1992, se la persona offesa dal reato è affetta da minorazione psichica, fisica o sensoriale, la pena è aumentata da un terzo alla metà.

### L'ipotesi colposa
L'art. 527 del codice penale prevedeva anche la versione colposa del reato; la fattispecie è stata però depenalizzata dal D.Lgs. 30-12-1999, n. 507che ha abolito l'originaria pena ("multa da lire sessantamila a seicentomila") a favore di  una sanzione amministrativa pecuniaria.
Pertanto l'attuale terzo comma dell'art. 527 stabilisce che «se il fatto avviene per colpa, si applica la sanzione amministrativa pecuniaria da lire centomila a seicentomila, somma che convertita in euro ai sensi dell'art. 51 del d.lgs. 213/1998 corrisponde a una sanzione da euro cinquantuno a euro trecentonove».

## Problemi applicativi
Nonostante i tentativi della giurisprudenza e dottrina di delineare in modo preciso i contorni del reato, le norme che lo prevedono hanno sempre sollevato notevoli incertezze interpretative e applicative, sia per la valutazione del sentimento di pudore sessuale, sia per la valutazione delle caratteristiche del luogo pubblico in cui gli atti osceni vengono a verificarsi. D'altra parte, alla marcata variabilità da persona a persona si aggiunge un'altrettanto marcata variabilità secondo il luogo, l'ambiente sociale e, soprattutto, il tempo.
Ciò considerato, è comunque certa la perdurante valutazione, nel novero della presente fattispecie, delle espressioni della sessualità portate in pubblico alla presenza o alla vista di altre persone.